# Raiz nervosa
Uma raiz nervosa é o segmento inicial de um nervo deixando o sistema nervoso central. Os seus diferentes tipos incluem:
- Uma raiz de nervo craniano, o início de um dos onze pares que deixam o sistema nervoso central a partir do tronco cerebral ou das porções mais altas da medula espinhal;
- Uma raiz de nervo espinhal, o início de um dos trinta e um pares de nervos que deixam o sistema nervoso central a partir da medula espinhal. Cada raiz nervosa espinhal consiste da união de uma raiz dorsal sensorial e de uma raiz ventral motora.